# 野田文一郎

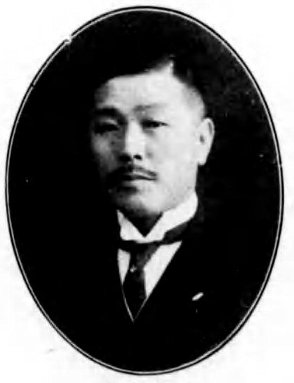
野田文一郎

野田 文一郎（のだ ぶんいちろう、1872年4月12日（明治5年3月5日） - 1960年（昭和35年）3月9日）は、広島県三次郡三次町（後の三次市）出身の裁判官、政治家。関西法律学校（後の関西大学）卒業。正四位勲二等旭日重光章。

## 経歴
広島県三次町（後の三次市）の造り酒屋に生まれ、関西法律学校卒業後、明治法律学校を経て司法官試補となる。大津区裁を振り出しに神戸地方裁判所、大阪控訴院判事を歴任後、兵庫県神戸市で弁護事務所を開業した。1920年、後立憲民政党となる憲政会から出馬し衆議院議員初当選。しかし1924年の総選挙で落選し議員生活を離れる。このため若手弁護士グループに担ぎ出され神戸弁護士会会長に就任。以後衆議院議員に5回当選。
1930年濱口内閣で商工参与官、1935年内閣調査局参与等を歴任。その後大和信託会長、大満鉱業社長等を経て1942年太平洋戦争開戦1ヶ月後の1月、市会の決選投票で僅か1票差を持って第9代神戸市長に就任。野田は重点政策エリアの中心を阪神から西部へシフト。神戸市西に広がる明石平野に理想的新都市建設を提唱した。元々1938年阪神大水害直後の代議士時代に提唱したものだが、それは以下のようなエピソードで知られる。1943年正月、野田は雌岡山（後の西区神出町）の頂に立ち、農家が点在するだけの処女地に満州で見た新京の町づくりをダブらせ、港の後背地として理想的な新都市建設を夢見る。「東播は気候も良いし、地震も少ない。表玄関として神戸港を控え申し分ない地理的条件を備えている。神戸の間に横たわる鉄拐山が唯一の交通の障害といえるがトンネルを抜けばよい。海岸地帯は神戸港の補助港とし、後背地に総合大学を始め文化、厚生施設、住宅地帯を含む新都市をつくる」　発足させた調査委員会には高橋三吉、阿部信行、永井柳太郎、末次信正、大谷光瑞、野村吉三郎ら政界、軍部の長老、最高実力者がずらり並んだ。戦争の激化と共にその大港都建設は神戸大本営構想と変わり「雌岡山に二重、三重の壕を掘り巡らして離宮を造営し陛下をお迎えする」という神戸遷都構想となった。1944年3月、決戦非常措置要綱発令により町村合併は中止され、市営郊外電車施設の着工も不可能となり構想は完全に宙に浮いた。戦後、西神ニュータウンの建設が始まった時、こうした野田の構想は再び輝きを増した。
1942年局制を採用、総務、防衛など九局二部一室五十二課一場とし、12月には政府の行政簡素化の方針沿って戦時体制に移行。こうした状況下で後世、高い評価を得る「特別不動産資金」特別会計を設定させた。これは後に神戸市の都市経営の一つの柱になる公共デベロッパーの先駆けとして大きな財産となった。1945年3月、6月と大空襲が続く。6月の空襲は神戸の三分の二が焦土と化し、野田も公邸にあてられていた布引の旧川崎邸で被災。その後は市長公舎を転々。空襲は敗戦までに約130回にも及び八千人を越える死者を出した。野田は空襲恐怖症にとらわれたとも言われ、終戦間際の7月、「旺盛な精神力、体力、各位の信任の三つの条件が備わっていなければ、この時局の指導的地位には耐えられぬ」と自問。任期を半年残して辞任した。このため"悲運な"戦時市長とも呼ばれる。のち市長となる宮崎辰雄は野田の秘書を務めた事がある。　
退任後は公職追放となり、その後は、郷里・三次に帰り自宅を耕雲寺と名付け禅寺にし余生を送った。市長在任中から好んでダルマの絵を書いていたという。